# Vægtergården (København)
Vægtergården er en etagejendom, der er beliggende på hjørnet af Axeltorv og Studiestræde i det centrale København, umiddelbart ved siden af Cirkusbygningen.
Bygningen er opført for De Forenede Vagtselskaber (i dag G4S) 1932-1933 i funktionalistisk stil efter tegninger af Oscar Gundlach-Pedersen. Vægtergården kendes på sit karakteristiske tårn, der blot er til pynt.
Bygningen er i kommuneplanen udpeget som bevaringsværdig.
Gennem mange år har der været hotellejligheder i bygningens øvre etager og en restaurant eller bar i underetagen. I 2001 blev den daværende bar på stedet landskendt fra TV3's realityprogram Baren, der blev optaget der.
I 2020 blev bygningen ombygget og har siden huset et hotel. Restauranten Pincho Nation ligger i dag i undertagen.